# 村上沙織
村上 沙織（むらかみ さおり）は、日本の子役。

## 出演

### テレビドラマ
- 連続テレビ小説「純ちゃんの応援歌」第128話 - 第133話（1989年3月6日 - 3月11日、NHK） - 速水陽子（2歳時） 役[1]